# Яровицкая, Вера Васильевна
Ве́ра Васи́льевна Ярови́цкая (род. 10 июня 1993 года, Красноярск, Россия) — российская пловчиха в ластах.

## Биография
В 2010 году окончила гимназию №13 «Академ» Красноярска.
В 2015 году окончила Институт экономики, управления и природопользования Сибирского федерального университета по 
кафедре бухгалтерского учёта и статистики.

## Карьера
Тренер: А. Р. Кочнева.
Чемпионка, серебряный и бронзовый призёр Чемпионата России (2014); победительница, серебряный и бронзовый призёр этапа Кубка России (2014); серебряный и бронзовый призёр этапов Кубка мира (2014); бронзовый призёр чемпионата Мира (2013); Чемпионка России (2013); победительница, серебряный и бронзовый призёр этапа Кубка России (2013); чемпионка Европы (2012); чемпионка, серебряный и бронзовый призёр чемпионата России (2012); победительница и серебряный призёр этапа Кубка России (2012); чемпионка, серебряный и бронзовый призёр чемпионата России (2011); серебряный и бронзовый призёр этапов Кубка мира (2011); серебряный и бронзовый призёр этапов Кубка мира (2010).
Рекордсменка Европы и России на дистанции 800 м подводное плавание.
1 апреля 2014 года присвоено звание мастер спорта России международного класса .
В 2017 году на чемпионате Европы по апноэ в Кальяри установила мировой рекорд проплыв 100 метров апноэ скоростное на одном вдохе за 35,86 секунд.